# Alexander Friedmann (podnikatel)
Alexander Friedmann (8. května 1838 Pešť – 22. února 1882 Vídeň) byl rakouský podnikatel a politik německé národnosti z Dolních Rakous, v 2. polovině 19. století poslanec Říšské rady.

## Biografie
Vystudoval polytechniku. Působil jako průmyslník. Pocházel z židovské rodiny, ale konvertoval ke katolictví. Vychodil státní vyšší reálnou školu ve Vídni, pak navštěvoval vídeňskou vysokou školu technickou a studia zakončil na vysoké škole technické v Karlsruhe. Roku 1859 nastoupil jako inženýr k rakouským státním drahám a setrval zde po tři roky. Pak byl další tři roky inženýrem u strojní firmy Cail v Paříži. Následně půl roku věnoval studijním cestám. Vrátil se do Rakouska a zřídil si technickou kancelář, s níž pracoval na různých projektech. V roce 1867 vstoupil na trh s novou parní pumpou, díky které se zařadil mezi úspěšné podnikatele. Podporoval výstavbu vodních kanálů v Rakousku.
Byl i politicky aktivní. Od roku 1875 zasedal za čtvrť Leopoldstadt ve vídeňské obecní radě.

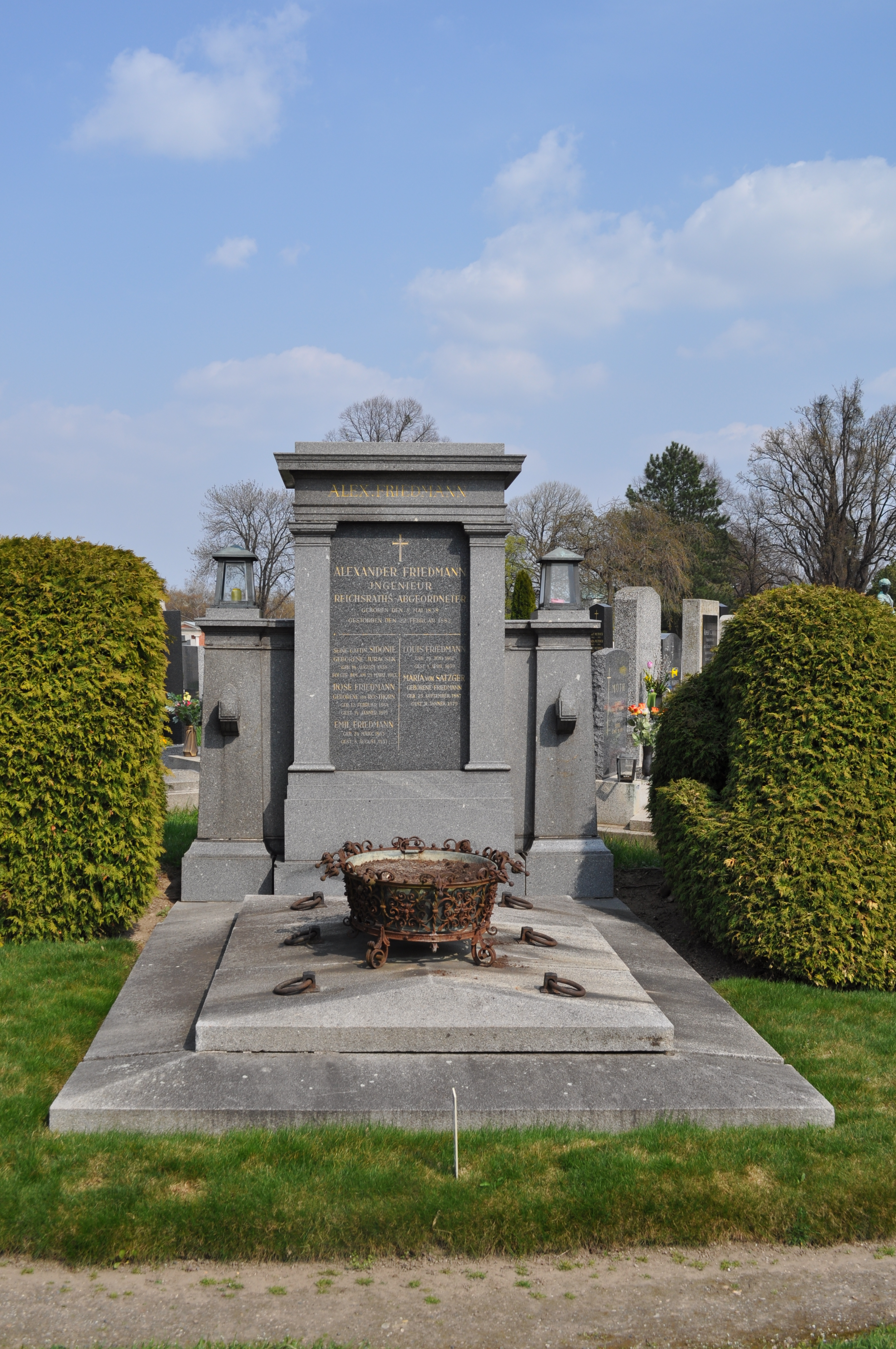
Hrob Alexandra Friedmanna na vídeňském hlavním hřbitově

Působil taky jako poslanec Říšské rady (celostátního parlamentu Předlitavska), kam nastoupil ve volbách roku 1879 za kurii venkovských obcí v Dolních Rakousích, obvod Hernals, Ottakring, Währing, Klosterneuburg. Poslancem byl až do své smrti roku 1882. Ve volebním období 1879–1885 se uvádí jako Alexander Friedmann, inženýr, bytem Vídeň.
Do voleb šel coby samostatný kandidát, nezískal tehdy podporu vídeňského volebního výboru a byl relativně málo známou politickou osobností. Po volbách roku 1879 se uvádí coby ústavověrný poslanec (stoupenec liberálního a centralistického politického směru). Na Říšské radě je pak v říjnu 1879 řazen mezi členy staroněmeckého Klubu liberálů (Club der Liberalen). Počátkem 80. let utvořily ústavověrné proudy na Říšské radě jednotný klub Sjednocené německé levice. Friedmann ho ale pro neshody s politikou klubu v prosinci 1881 opustil a nadále fungoval v parlamentu jako samostatný liberální poslanec.
Krátce před svou smrtí vystoupil v Říšské radě ostře kriticky proti liberálnímu tisku, za což sklidil potlesk od konzervativní pravice. Deník Bohemia ho v nekrologu hodnotil jako výraznou politickou postavu, ovšem poněkud svárlivou a prudkého temperamentu.
Měl manželku a tři děti. Nejstarší syn Louis Philipp Friedmann (1861-1939) převzal jeho podnikatelské aktivity a později byl i prezidentem automobilky Gräf & Stift. Dalším byl Emil (* 1863) a nejmladší Max (1864-1936) se dal také na podnikatelskou dráhu, vlastnil mimo jiné továrnu Friedmann-Knoller.
Alexander Friedmann zemřel v únoru 1882 na neštovice.
Jeho bratrem byl herec Siegwart Friedmann.